# Carrières du Hainaut

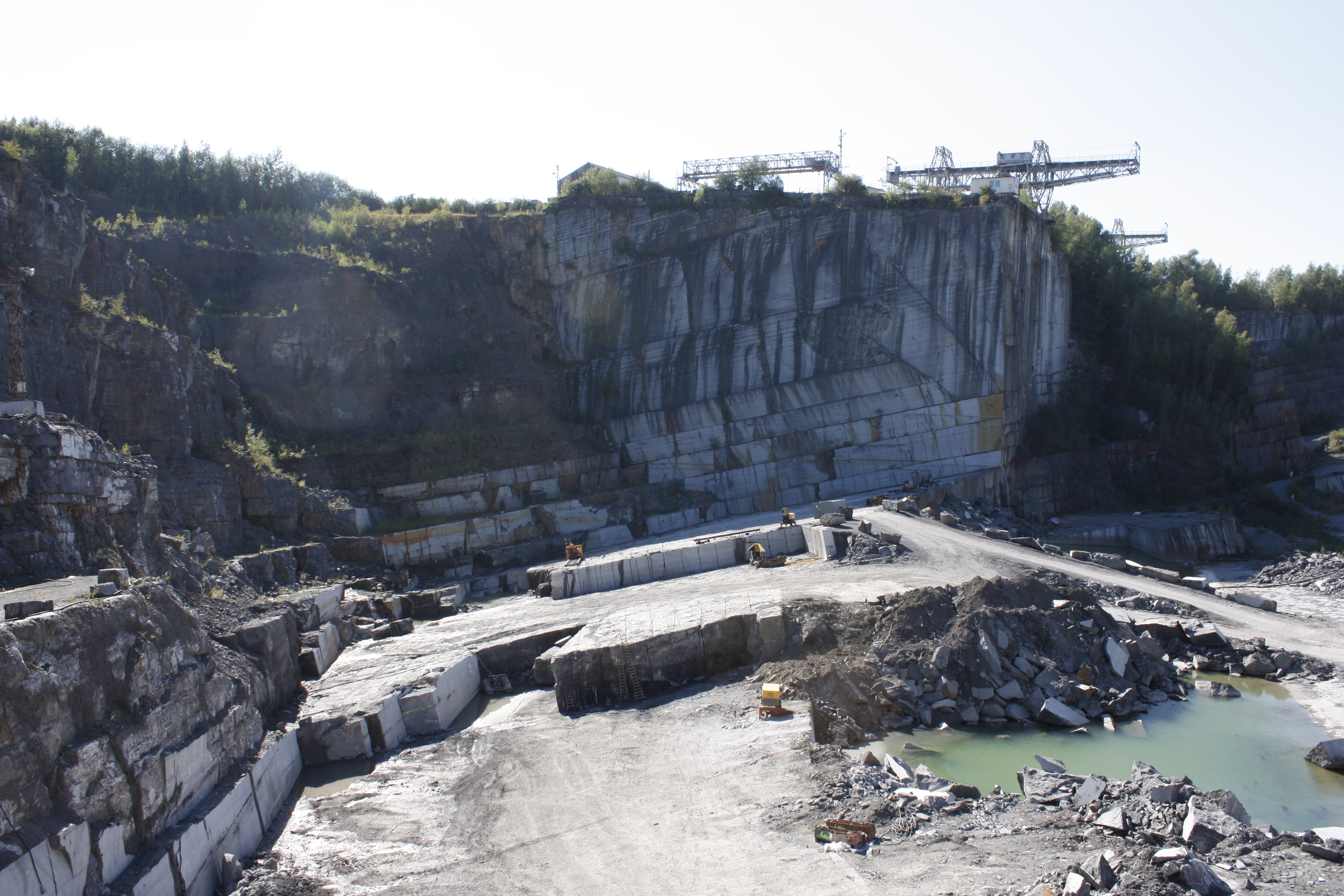
De steengroeve (2012)

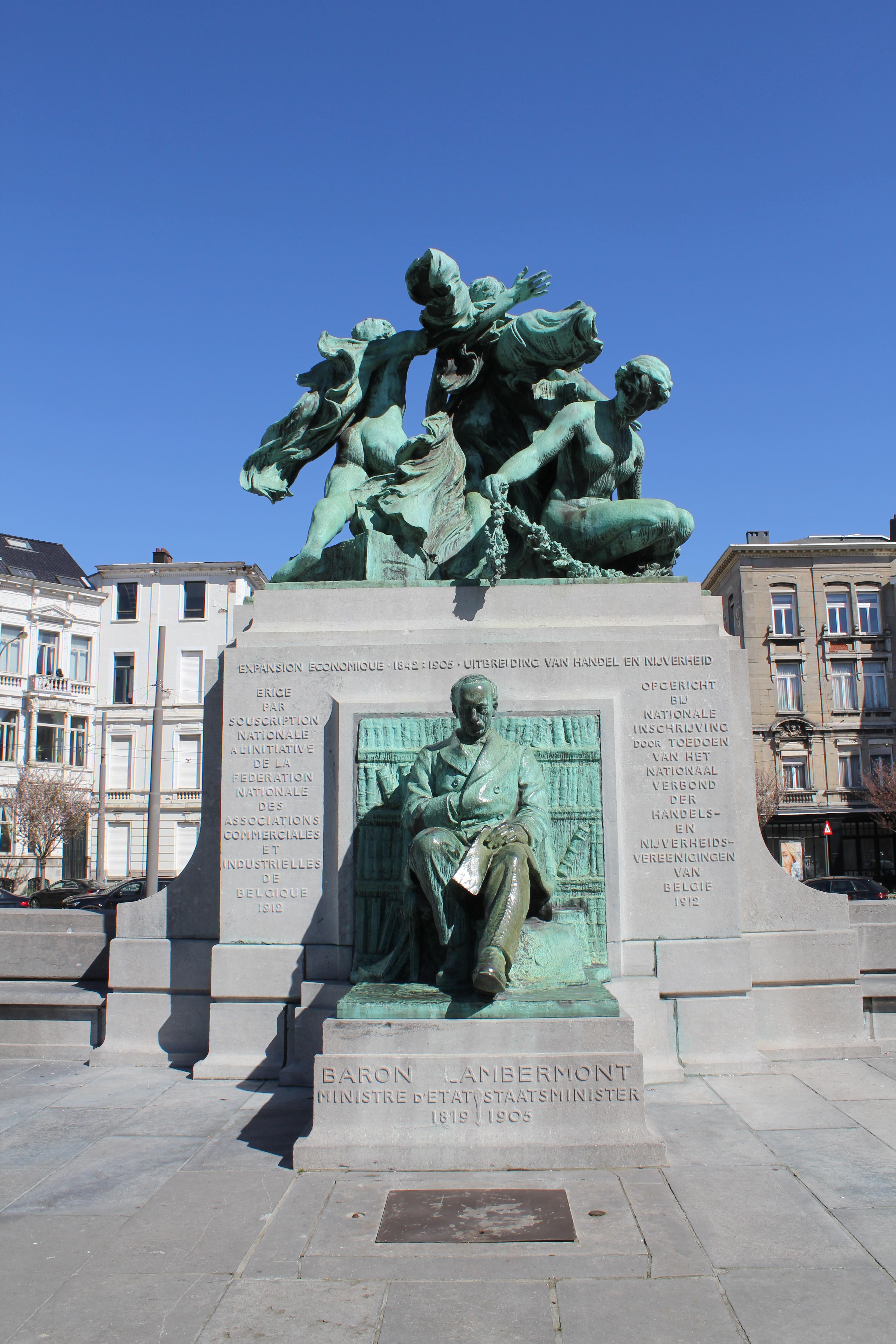
Sokkel van het Lambermontmonument, Antwerpen. Arduin afkomstig uit de Carrieres du Hainaut.

De Carrières du Hainaut of  "la société anonyme des Carrières du Hainaut" (Nederlands: Groeve van Henegouwen) is een Belgische steengroeve in Zinnik waar arduin wordt gewonnen.
De groeve bestond in 2023 meer dan 130 jaar en is de grootste sierkalksteengroeve van Europa: er wordt 200.000 m³ per jaar ontgonnen.
De arduin werd gebruikt voor verschillende Belgische monumenten, zoals de sokkel uit arduin bij het Antwerpse monument van Minister Lambermont.
Het bedrijf nam deel aan de "Exposition universelle d'Anvers, 1885 - N° 929."
In 2019 werd de groep verkocht door de de zakenfamilie de Spoelberch, en aangekocht door de Britse beursgenoteerde groep SigmaRoc.
In 2023 brachten Koning Filip en Koningin Mathilde een werkbezoek aan de steengroeve.